# Esztró
Esztró (románul: Istrău) falu Romániában, Szatmár megyében.

## Fekvése
Szatmár megyében, Nagykárolytól keletre, Krasznaszentmiklós mellett fekvő település.

## Története
Esztró neve már az 1400-as évek közepétől többször feltűnt a korabeli oklevelekben.
1450-ben Ezthre, 1475-ben Estoro, 1489-ben Ezthro praedium alakban írták nevét.
A település ősi birtokosai a Csáky család tagjai voltak.
1489-ben a birtok negyedrészét Drágfi Bertalannak ítélték oda.
Az 1500-as években Esztró az erdődi uradalomhoz tartozott, és a szatmári várhoz volt csatolva.
1601-ben Rakamazy János veszi zálogba.
1633-ban Lokácsi Prépostváry Zsigmond kap itt birtokrészeket.
A 18. század végén, 19. század elején több földesura is volt: birtokosok voltak itt a Szabó, Pogány, Bődy és Linker családok.
A 20. század elején nagyobb birtokosa nem volt, a település ekkor a nagykárolyi járáshoz tartozott.

## Nevezetességek
- Görögkatolikus templom – 1800 körül épült.